# Manuel Ángel Martín
Manuel Ángel Martín Pérez (Pórtugos, 30 de enero de 1980) es un deportista español que compitió en bochas adaptadas. Ganó dos medallas de bronce en los Juegos Paralímpicos de Pekín 2008.

## Palmarés internacional
| Juegos Paralímpicos | Juegos Paralímpicos | Juegos Paralímpicos | Juegos Paralímpicos  |
| Año                 | Lugar               | Medalla             | Prueba               |
| ------------------- | ------------------- | ------------------- | -------------------- |
| 2008                | Pekín (China)       | Medalla de bronce   | Individual BC2 mixto |
| 2008                | Pekín (China)       | Medalla de bronce   | Equipo BC1-BC2 mixto |